# Фрица (Вибо Валенција)
Фрица је насеље у Италији у округу Вибо Валенција, региону Калабрија.
Према процени из 2011. у насељу је живело 23 становника. Насеље се налази на надморској висини од 63 м.